# José Ramón Balaguer
José Ramón Balaguer Cabrera (6 tháng 6 năm 1932 – 15 tháng 7 năm 2022) là chính khách người Cuba. Ông là Bộ trưởng Bộ Y tế Công cộng Cuba từ năm 2004 đến năm 2010. Trước đây ông từng là Đại sứ Cuba cuối cùng tại Liên Xô.

## Thân thế
Balaguer chào đời tại Guantánamo vào ngày 6 tháng 6 năm 1932. Ông học để trở thành bác sĩ.  Ông gia nhập đội quân nổi dậy do Fidel Castro lãnh đạo đã lật đổ Fulgencio Batista trong Cách mạng Cuba, làm y sĩ trong khi nhóm đang chiến đấu ở Sierra Maestra.

## Sự nghiệp
Trong suốt thập kỷ từ sau cuộc cách mạng, Balaguer đảm nhận công tác ở nhiều vị trí quân sự khác nhau, bao gồm cả thứ trưởng thay thế của Lực lượng Vũ trang. Ông gia nhập Đảng Cộng sản Cuba khi đảng này được thành lập vào năm 1965. Về sau, ông trở thành Bí thư thứ nhất Santiago de Cuba từ năm 1976 cho đến năm 1985.
Balaguer được bổ nhiệm làm Đại sứ Cuba tại Liên Xô vào tháng 2 năm 1990.  Ông trở thành người cuối cùng giữ chức vụ này khi Liên Xô giải thể vào năm sau.  Là một người trung thành với Castro theo đường lối cứng rắn, ông thay thế Carlos Aldana làm Trưởng ban Tư tưởng và Quan hệ Quốc tế vào tháng 9 năm 1992, sau khi trở lại Cuba vào đầu Thời kỳ Đặc biệt.  Trong nhiệm kỳ của mình, Balaguer được Raúl Castro – bộ trưởng quốc phòng lúc bấy giờ – cử đi xử lý cuộc khủng hoảng kinh tế và sự quản lý yếu kém của các quan chức địa phương ở tỉnh Granma. Esteban Lazo Hernández kế nhiệm ông lên làm trưởng ban hệ tư tưởng của đảng vào tháng 6 năm 2003.
Nhờ sở hữu kiến thức nền tảng về y học, Balaguer được bổ nhiệm làm Bộ trưởng Bộ Y tế Công cộng vào năm 2004.  Với tư cách đó, ông chịu trách nhiệm quản lý "các dự án chăm sóc sức khỏe yêu thích" của Fidel Castro.  Ông ca ngợi Sicko, bộ phim tài liệu năm 2007 của Michael Moore đã so sánh hệ thống chăm sóc sức khỏe của Mỹ với Cuba một cách không mấy thiện cảm, nói rằng nó sẽ "giúp thế giới nhìn thấy những nguyên tắc nhân đạo sâu sắc của xã hội Cuba".  Ông cũng bác bỏ tuyên bố rằng chính phủ Cuba hợp tác với Moore nhằm thúc đẩy hệ thống chăm sóc sức khỏe của mình.
Balaguer là một trong sáu thành viên của chính phủ Cuba được Fidel Castro chỉ định trong quá trình chuyển giao chức trách, bắt đầu vào tháng 7 năm 2006. Ông còn là Ủy viên Bộ Chính trị Đảng Cộng sản Cuba khóa V. Tuyên bố của ông và chuyến đi nước ngoài vào tháng sau được giới quan sát coi là dấu hiệu cho thấy sức khỏe của Castro ổn định, trong bối cảnh có nhiều phỏng đoán vào thời điểm đó về việc liệu ông có còn sống hay không.  Dưới sự lãnh đạo của ông trên cương vị là Bộ trưởng Y tế, hàng chục bệnh nhân tại Bệnh viện Tâm thần La Habana (Mazorra) đã tử vong vào năm 2010. Do đó, Balaguer bèn chấp thuận thành lập một ủy ban nhằm xem xét các tình huống dẫn đến những cái chết này. Mặc dù một số bác sĩ và quan chức có liên hệ với bệnh viện bị bỏ tù, bản thân Balaguer đã thoát khỏi sự chỉ trích của dư luận.

## Cuối đời
Sau khi nhiệm kỳ Bộ trưởng Y tế kết thúc, Balaguer được bầu vào Ban Chấp hành Trung ương Đảng vào tháng 4 năm 2011, đứng đầu Ban Đối ngoại.  Ông cũng từ chức trong Bộ Chính trị có ảnh hưởng lớn hơn, kết thúc nhiệm kỳ kéo dài hàng thập kỷ của mình trong cơ quan này.  Cuối cùng ông rút khỏi chính trường vào năm 2019, với lý do sức khỏe yếu.
Balaguer qua đời vào ngày 15 tháng 7 năm 2022 ở tuổi 90.  Hài cốt hỏa táng của ông lần đầu tiên được vinh danh tại đền thờ cựu chiến binh ở Nghĩa trang Colon, trước khi được chuyển đến lăng mộ liệt sĩ Mặt trận miền Đông II Frank País ở Santiago de Cuba, gần quê hương ông.